# Nhà tù Serbia, Warszawa

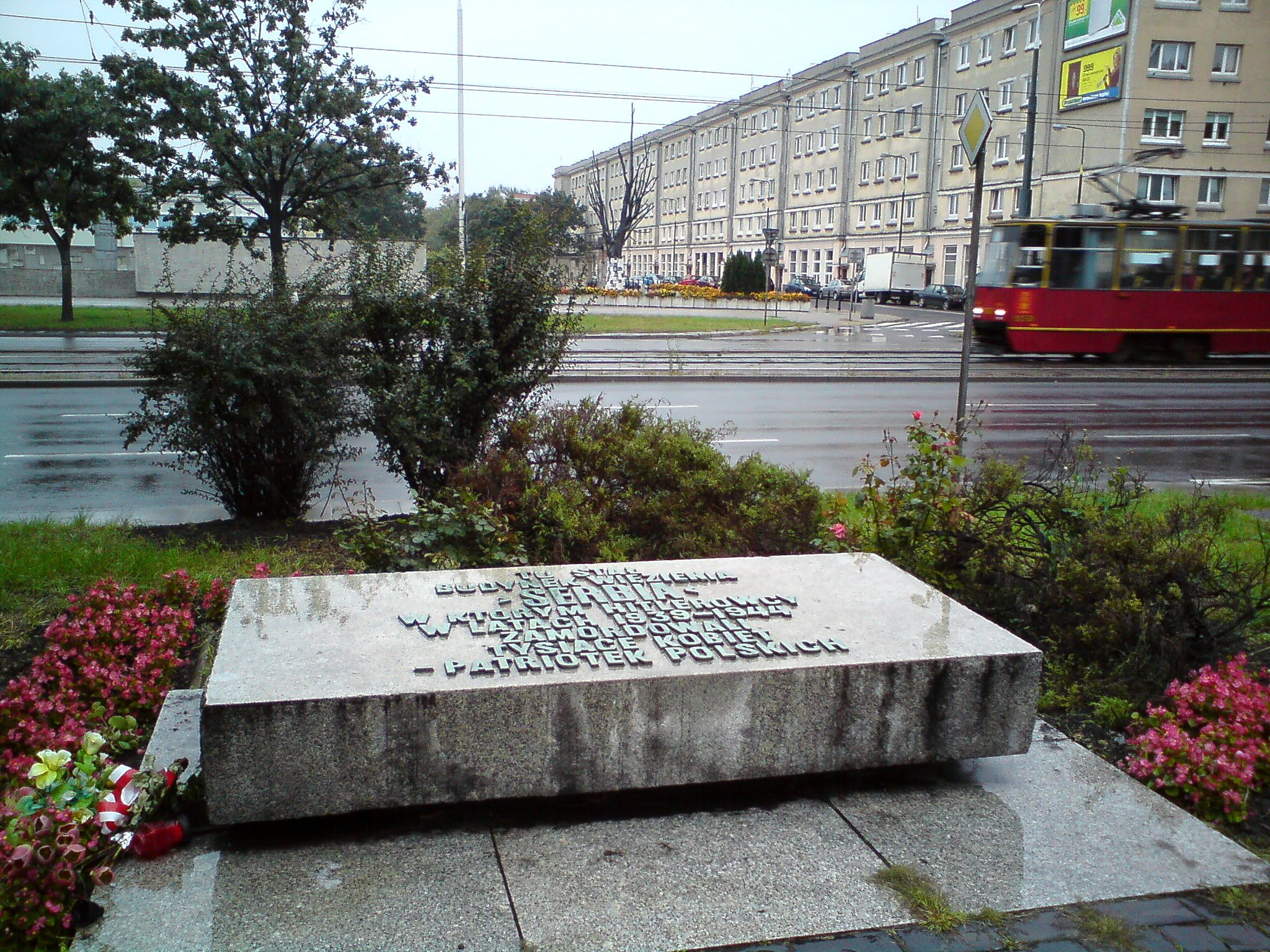
Serbia - một tượng đài kỷ niệm nhà tù của phụ nữ trước đây ở Warsaw

Serbia là một nhà tù dành cho phụ nữ, nằm ở Warsaw tại số 26 phố Dzielnej liền kề với nhà tù Pawiak . Nó được xây dựng bởi những người Nga chiếm đóng Ba Lan.

## Lịch sử
Tòa nhà được xây dựng từ năm 1830 đến 1835 để trở thành nhà tù hình sự cho phụ nữ. Từ năm 1877 đến năm 1878, nó đóng vai trò là một bệnh viện quân đội và được đặt tên theo tên của Chiến tranh Nga-Thổ Nhĩ Kỳ (1877 - 1878) (còn được gọi là chiến tranh Serbia). Sau 1863 tòa nhà là một nhà tù chính trị cho phụ nữ, và một vài tù nhân tiêu biểu đã từng bị giam giữ ở đây là Hanka Ordonówna, Ina Benita, Irena Iłłakowicz, Lidia Wysocka, Maja Berezowska, Maria Koszutska, Maria Rutkiewicz, Mary Berg, Nathalie Zand, Pola Gojawiczyńska, Teresa Bogusławska, Zofia Chądzyńska và Zofia Kossak-Szczucka .
Từ năm 1939 đến năm 1944, nhà tù Serbia cùng với quân đoàn liền kề đã bị Gestapo chiếm giữ và tiếp tục giúp đỡ trong việc đàn áp Warsaw. Vào ngày 21 tháng 8 năm 1944, người Đức đã cho nổ tung hai nhà tù.
Sau chiến tranh, khu vực nhà tù của phụ nữ đã được sử dụng một phần để xây dựng phố Marchlewskiego (ngày nay là Đại lộ Jan Pawla II). Năm 1965, một tấm biển được đặt để kỷ niệm nơi đặt nhà tù "Serbia".